# Radom Air Show
Radom Air Show (пол. Międzynarodowe Pokazy Lotnicze «Air Show Radom») — захід, що організовується кожні два роки в останні вихідні серпня в аеропорті Радом. Під час заходу відбуваються авіаційне шоу військових літаків і гелікоптерів європейських країн, а також наземна статична виставка військової техніки та презентації компаній з галузі авіабудування.
Організаторами заходу Командування ВПС Польщі, місто Радом, аеропорт Радом, Повітряні сили Польщі та Польський аероклуб. Почесним патроном є Президент Республіки Польща.
Перше авіашоу відбулося в 1991 році в Познані на аеродромі Лавіци, в 1995 і 1998 роках — в аеропорту Демблін. З 2000 року захід проводився у Радомі, спочатку щороку, з 2003 — кожні два роки (з фінансових причин).
З моменту заснування Radom Air Show стало найпопулярнішим авіашоу в Польщі.

## Аеробатичнікоманди, що брали участь у шоу
| Команда                          | Склад                             | Ілюстрація | Роки                                                                     | Примітки                                                                 |
| -------------------------------- | --------------------------------- | ---------- | ------------------------------------------------------------------------ | ------------------------------------------------------------------------ |
| Baby Blue Данія                  | 5 x Saab T-17 Supporter           |            | 2015                                                                     |                                                                          |
| Baltic Bees Латвія               | 6 x L-39 Albatros                 |            | 2013 2015 2017 2018                                                      |                                                                          |
| Biało-Czerwone Iskry Польща      | TS-11 Iskra (різна чисельність)   |            | Виступали на всіх проведеннях до 2018 року; у 2022 команду розформовано. | Виступали на всіх проведеннях до 2018 року; у 2022 команду розформовано. |
| Biele Albatrosy Словаччина       | 5 x Aero L-39 Albatros            |            | 2001                                                                     |                                                                          |
| Frecce Tricolori Італія          | 10 × Aermacchi MB-339             |            | 2001 2011 2015 2018                                                      |                                                                          |
| Krila Oluje Хорватія             | 6 × Pilatus PC-9                  |            | 2011 2013 2018                                                           |                                                                          |
| Midnight Hawks Фінляндія         | 4 × Hawk                          |            | 2009 2013 2018                                                           |                                                                          |
| Orlik Польща                     | PZL-130 Orlik (різна чисельність) |            | Виступали на всіх проведеннях.                                           | Виступали на всіх проведеннях.                                           |
| Patrouille de France Франція     | 8 × Alpha Jet                     |            | 2000 2003 2005 2011                                                      |                                                                          |
| Patrouille Suisse Швейцарія      | 6 × F-5 Freedom Fighter           |            | 2011 2013 2015 2018 2023                                                 |                                                                          |
| Patrulla Águila Іспанія          | 7 × CASA C-101                    |            | 2001 2005 2015 2018                                                      |                                                                          |
| Patrulla ASPA Іспанія            | 5 x Eurocopter EC120 Colibri      |            | 2015                                                                     |                                                                          |
| Red Arrows Велика Британія       | 9 × Hawk                          |            | 2003 2005 2009                                                           |                                                                          |
| Royal Jordanian Falcons Йорданія | 4 x Extra 330                     |            | 2015 2018                                                                |                                                                          |
| Skorpion Польща                  | 4 × Мі-24                         |            | 2000 2001                                                                |                                                                          |
| Żelazny Польща                   | Змінний                           |            | 2001 2003 2005 2007 2009 2017 2018 2023                                  | Авіакатастрофа у 2007.                                                   |
| Celfast Flying Team Польща       | 3 x Morane-Saulnier Rallye        |            | 2017 2018 2023                                                           |                                                                          |
| The Flying Bulls Австрія         | Змінний                           |            | 2011 2013 2017 2018 2023                                                 |                                                                          |
| Xtreme Aerobatics Польща         | Змінний                           |            | 2017 2023                                                                |                                                                          |
| Flying Dragons Team Польща       | 7 x Параплани                     |            | 2023                                                                     |                                                                          |
| AeroSPARX Велика Британія        | 2 x Grob109b                      |            | 2023                                                                     |                                                                          |

## Авіакатастрофи
1 вересня 2007 року на 10-му ювілейному шоу з невідомих причин зіткнулися під час виконання фігури пілотажу два літаки Zlín Z 526 польської пілотажної групи Żelazny. Пілоти — підполковник запасу Лех Марчелевський та молодший інженер-пілот Пьотр Банахович — загинули, літаки були повністю зруйновані. 
30 серпня 2009 року під час виступу розбився білоруський літак Су-27УБМ-1. Загинули обидва пілоти — полковники Олександр Марфіцький і Олександр Жураулевич. Причини катастрофи достеменно не з'ясовані. 